# Praia do Forte (Praia Grande)
Praia do Forte, também conhecida como Praia do Canto do Forte, é uma praia localizada no município de Praia Grande, São Paulo. É a praia com menores ondas da cidade e a mais próxima de São Vicente. Conta com um calçadão, serviços de quiosques, salva vidas, restaurantes, hotéis e limpeza de praia. Conhecida por ser a praia mais nobre da cidade, a Praia do Forte é caracterizada por seu ambiente tranquilo e pacífico, inclusive na alta temporada.  Seu ponto forte é a bela paisagem da Mata Atlântica, beirando o mar, dividindo as cidades de Praia Grande e São Vicente.